# Ameira parvuloides
Ameira parvuloides är en kräftdjursart som beskrevs av Lang 1965. Ameira parvuloides ingår i släktet Ameira och familjen Ameiridae. Inga underarter finns listade i Catalogue of Life.